# Sakuma Morishige
Sakuma Morishige (佐久間盛重?   fallecido en 1560) fue un samurái japonés que sirvió bajo las órdenes de Oda Nobunaga durante el período Sengoku de la historia de Japón.
En el año 1560, durante la invasión por parte del clan Imagawa a la Provincia de Owari (conocida como la Batalla de Okehazama), Moroshige fue elegido para comandar las tropas de defensa del Castillo Marune con el afán de repeler las tropas de Tokugawa Ieyasu. Durante ese conflicto, conocido como Asedio de Marune, Moroshige fue muerto por el disparo de un arcabuz, siendo el primer samurái japonés en morir en el campo de batalla por arma de fuego.